# Heinrich Hauser (Schriftsteller)
Heinrich Fritz Florian Hans Hauser (* 27. August 1901 in Berlin; † 25. März 1955 in Dießen am Ammersee) war ein deutscher Schriftsteller, Journalist, Seemann, Weltenbummler, Farmer und Fotograf.

## Leben und Werk
Heinrich Hauser war Sohn des Berliner Kinderarztes Otto Hauser (geb. 1862) und der aus einer dänischen Adelsfamilie stammenden Musikerin Margareta Marta von Scheel (1875–1935). Hauser wuchs nach der Scheidung der Eltern 1911 bei der Mutter in Weimar auf. Mit dem „Reifezeugnis für Oberprima“ trat er 1918 als Kadett in die Marineschule Mürwik ein. Dort und anschließend in Hamburg war er Augenzeuge der Revolutionsereignisse. Zurück in Thüringen, wurde er Mitglied des Freikorps Maercker, das zunächst zum Schutz der Nationalversammlung nach Weimar beordert wurde. In Halle, Magdeburg und Braunschweig war er am Bürgerkrieg des Freikorps gegen die Kämpfer des Arbeiter- und Soldatenrats beteiligt. Als Ingenieurs-Volontär arbeitete er anschließend in einem Hüttenwerk in Duisburg-Ruhrort. Wegen der Folgen eines Arbeitsunfalls musste Hauser das Ingenieursstudium abbrechen. Anfang 1920 war er für einige Monate an Bord der „Eisernen Flottille“ des Kapitänleutnants Lahs und erlebte Ausläufer des Kapp-Putsches, mit dem er sympathisierte. Von 1920 bis 1922 arbeitete Hauser in unterschiedlichen Bereichen und studierte einige Semester Medizin in Jena und Rostock. Zwischenzeitlich war er vorübergehend als Arbeiter am Hochofen der Rheinischen Stahlwerke beschäftigt. In den Jahren 1922–1924 war Heinrich Hauser Leichtmatrose und Matrose auf Handelsschiffen im Mittelmeer sowie in der Australien- und Ostasienfahrt. 1925 zog er von Wustrow nach Frankfurt/Main und arbeitete dort im Feuilleton der renommierten Frankfurter Zeitung. Dort war er für einige Zeit Mitglied des inneren Redaktionskreises der Zeitung. Im Verlag Gustav Kiepenheuer erscheint 1925 sein erster Roman Das zwanzigste Jahr.
Er war fünfmal verheiratet, u. a. mit zwei jüdischen Frauen, denen er zur Flucht aus Deutschland verhalf. In Wustrow lernte Hauser im Winter 1922/23 Hedwig Zangen kennen, die Ziehtochter Hedwig Woermanns, die er kurz darauf heiratete.
Hauser hatte zwei Kinder. Seiner Ehe mit Anna Luise, geb. Block, gesch. Duisberg (1896–1982), einer Tochter Josef Blocks, entstammte die Tochter Helene. Huc Hauser ging 1933 aus der Ehe mit Ursula Bier hervor. Ulrich Hauser ist sein Großneffe.

### Romane und Schriften
1925 wurde Hauser Mitarbeiter der Frankfurter Zeitung. Er schrieb zahlreiche Essays, Reisereportagen und Romane. Besonders beschäftigte ihn das Verhältnis von Mensch und Technik, Stadt und Land. Er gilt als Vertreter der Neuen Sachlichkeit und war als begabter Erzähler vor allem in den 1930er Jahren beim Publikum erfolgreich. Für seinen zweiten Roman Brackwasser bekam er 1928 den Gerhart-Hauptmann-Preis für Literatur. Im selben Jahr entstand auf einer 6000 Kilometer langen Autofahrt durch das Ruhrgebiet seine Fotoreportage Schwarzes Revier.

### Exil in den USA
1933 sympathisierte Hauser kurzzeitig mit dem Nationalsozialismus. Vom S. Fischer Verlag verlangte er kurz nach der „Machtergreifung“, seinem Buch Ein Mann lernt fliegen die Widmung „Hermann Göring, dem ersten deutschen Luftfahrtminister, Sieg Heil!“  voranzustellen. Hausers Abwendung vom Nationalsozialismus begann mit dem Diktat Adolf Hitlers, Hindenburg 1934 nicht wie von diesem testamentarisch verfügt, an seinem Heimatort, sondern in Tannenberg zu bestatten. Hauser verlegte daraufhin seine schriftstellerische Tätigkeit auf neutrale Themen wie Reiseberichte und Industriereportagen. Er ging 1939 in das US-amerikanische Exil, seine politisch unverdächtigen Bücher erschienen aber weiterhin in Deutschland, so zum Beispiel Die letzten Segelschiffe.
Kurz vor der Kapitulation Deutschlands veröffentlichte er in den USA unter dem Titel The German Talks Back, einen zu diesem Zeitpunkt Aufsehen erregenden Versuch, das „wahre Deutschland“ vom NS-Staat abzugrenzen.

### Chefredakteur Stern
Im Jahr 1948 kehrte Hauser nach Deutschland zurück und wurde für wenige Monate Chefredakteur der gerade von Henri Nannen gegründeten Zeitschrift Stern.
In seinem in Deutschland erst posthum erschienenen Science-Fiction-Roman Gigant Hirn (orig. The Brain, EVÖ Amazing Stories, Oktober 1948), der im Jahr 1975 in den USA spielt, wird eine Maschine gebaut, die schlicht „Hirn“ genannt wird und das gesamte militärische und zivile Leben steuern soll. Die Intelligenz des „Hirns“ verselbständigt sich aber, es wird zur Bedrohung, weil es sein eigenes Überleben sichern und ein Reich auf der Herrschaft von Maschinen gründen will. Dem Wissenschaftler Semper Fidelis Lee gelingt es schließlich, die Katastrophe zu verhindern.

## Heinrich Hauser und Opel
Hauser ist bekannt für seine Beschäftigung mit der Adam Opel AG sowohl vor dem Krieg als in der Zeit des Wirtschaftswunders. In drei eigenständigen Werken sowie weiteren Reportagen und Buchkapiteln beschreibt Hauser die Automobilproduktion in Rüsselsheim und bei den Zulieferern. 1936 erschien Am Laufenden Band als Reportage über die seit 1929 in amerikanischem Besitz (General Motors) befindliche und nach dortigem Muster aufgebaute Automobilproduktion bei Opel. Opel, ein deutsches Tor zur Welt, die Festschrift zum 100. Geburtstag von Adam Opel und zum 75-jährigen Bestehen des Opel-Werks, erschien 1939. Im darauf folgenden Jahr veröffentlichte er das Werk Im Kraftfeld von Rüsselsheim (1940). Darin schildert er die deutsche Automobilindustrie in ihrer Vorkriegsblüte. In Unser Schicksal – Die Deutsche Industrie aus dem Jahr 1952 widmet er ein Kapitel Opel nach dem Wiederaufbau. Seit Mitte des zurückliegenden Jahrzehnts erlebt Hauser eine Renaissance in der Rezeption, die teilweise der Krise bei Opel und dem Mutterkonzern GM geschuldet war und einige Publikationen über das Werk sowie Neuveröffentlichungen von Werken Hausers nach sich zog.

## Sonderausstellung
- 2010/2011: Schwarzes Revier. Fotografien von Heinrich Hauser. Ruhr Museum Essen (27. September 2010 bis 4. September 2011)

## Schriften
- Das zwanzigste Jahr. (Gustav Kiepenheuer, Berlin 1925) – Roman
- Brackwasser. (Reclam, Leipzig 1928; Neuausgabe 1957); neu herausgegeben und kommentiert von Wolfgang Bühling, Hamburg : ConferencePoint Verlag, 2022, ISBN 978-3-936406-67-2
- Friede mit Maschinen. (Reclam, Leipzig 1928)
- Donner überm Meer. (S. Fischer, Berlin 1929)
  - Neuausgabe 2001. Herausgegeben und mit einem Nachwort von Walter Delabar, Weidle Verlag, Bonn 2001, ISBN 3-931135-58-6.
- Schwarzes Revier. (S. Fischer, Berlin 1930; Veränderte Neuausgabe 2001) – eine Ruhrgebietsreportage
  - Neudruck 2010 als Begleitbuch zur obigen Ausstellung: Herausgeberin Barbara Weidle, mit einem Nachwort von Andreas Rossmann, Weidle-Verlag, Bonn 2010, ISBN 978-3-938803-25-7.
- Sieben Jahre meines Lebens (1918–1925). In: Uhu. 7. Jahrgang, Heft 1, Oktober 1930, Ullstein Berlin (= 1. Artikel der Artikelserie Die Wirrnisse unserer Zeit in Lebensläufen).
- Die letzten Segelschiffe. (S. Fischer, Berlin 1931) – Reisebericht über eine Fahrt auf dem Segelschiff Pamir; neu herausgegeben und kommentiert von Wolfgang Bühling, Hamburg : ConferencePoint Verlag, 2020, ISBN 978-3-936406-64-1
- Feldwege nach Chicago. (S. Fischer, Berlin 1931) – Bericht über eine USA-Reise
- Wetter im Osten. (Eugen Diederichs, Jena 1932) – Reisebericht, Ostpreussen
  - Wetter im Osten. Ostpreußen 1932. (Neuausgabe mit Nachwort: Berlin 2018, ISBN 978-3-945980-20-0) (pdf)
- Noch nicht. Aufzeichnungen des Christian Heinrich Skeel. (S. Fischer, Berlin 1932) – Erzählerische Fragmente
- Ein Mann lernt fliegen. (S. Fischer, Berlin 1933) – über den Erwerb des Flugscheins
- Kampf. Geschichte einer Jugend. (Eugen Diederichs, Jena 1934) – Autobiografie
  - Neuausgabe, herausgegeben und mit einem Nachwort von Mondrian v. Lüttichau: Berlin 2014 pdf ISBN 978-3-923211-39-5.
- Fahrten und Abenteuer im Wohnwagen. (Carl Reißner, Dresden 1935; Neuausgabe 2004) – Reisebericht aus Deutschland
- Männer an Bord. (Eugen Diederichs, Jena 1936) – Erzählungen
- Am laufenden Band. (Hauserpresse, Frankfurt/M. 1936) – Reportage über die Automobilfertigung bei Opel (1. Teil der Opel-Reihe)
- Die Flucht des Ingenieurs. (1937) – Novelle
- Notre Dame von den Wogen. (Eugen Diederichs, Jena 1937) – Schifffahrts-Roman
- Opel, ein deutsches Tor zur Welt. (Hauserpresse, Frankfurt/M. 1937) – Festschrift zum 100. Geburtstag von Adam Opel und zum 75-jährigen Bestehen des Opel-Werks (2. Teil der Opel-Reihe)
- Süd-Ost-Europa ist erwacht (1938) – Reisebericht
- Australien. Der menschenscheue Kontinent (1939) – Sachbuch
- Battle Against Time (New York 1939, Charles Scribner’s Sons) – How long can Hitler last?
- Im Kraftfeld von Rüsselsheim. (1940) – Bericht über die deutsche Automobil-Zulieferindustrie (3. Teil der Opel-Reihe)[10]
- Kanada. (1940) – Reisebericht mit zahlreichen Photos
- Gruschwitz – die Familie und ihr Werk (1941) – Firmengeschichte zum 125. Gründungstag der Gruschwitz Textilwerke A.G. Neusalz/Oder am 2. Januar 1941, Hauserpresse Frankfurt/M. 1941
- Time Was. Death of a Junker. Reynal & Hitchcock, New York 1942
- The German Talks Back. (New York 1945, Henry Holt) – (Vorwort Hans Morgenthau)
- Meine Farm am Mississippi. 1950.
- Bevor dies Stahlherz schlägt. (1951) – Bericht über den Motorenbau bei Opel
- Tochter Europas – Düsseldorf. (1951) – zusammen mit Alfred Tritschler
- Dein Haus hat Räder. (1952) – Bericht über den Karosseriebau bei Opel
- Die letzten Segelschiffe. Rowohlt, Hamburg 1952 (rororo 56) – Schiff, Mannschaft, Meer und Horizont
- Unser Schicksal – Die deutsche Industrie. (1952) – Bericht über die dt. Industrie in der Nachkriegszeit
- Gigant Hirn. (1958) – Science-Fiction-Roman; mit dem Beitrag "Können mechanische Gehirne Bewusstsein haben?" von Gotthard Günther; neu herausgegeben und kommentiert von Wolfgang Bühling, Hamburg : ConferencePoint Verlag, 2024, ISBN 978-3-936406-71-9
- Bremsen, Halten, Aussteigen, Photographieren. (Düsseldorf 2002) – Fotografien aus dem Ruhrgebiet, Louisiana und Paris
- Ruhrgebiet 1928. Photographien von Heinrich Hauser. (2010) – ein Wochenkalender für 2011
- Zwischen zwei Welten. (2012) – Roman. Herausgegeben und mit einem Nachwort von Stefan Weidle, Weidle Verlag, Bonn, ISBN 978-3-938803-45-5.
- Die letzten Segelschiffe. Mit Pamir 1930 um Kap Horn. (2020) – Herausgegeben und mit einem Nachwort von Wolfgang Bühling, ConferencePoint Verlag, Hamburg ISBN 978-3-936406-64-1

## Dokumentarfilme (Auswahl)
- Man of Aran (Fragment, 1928. Produktion Heinrich Hauser und Liam O’Flaherty)[11]
- Windjammer und Janmaaten. Die letzten Segelschiffe (D 1930), Dokumentarfilm, s/w, Stummfilm[12]
- Weltstadt in Flegeljahren. Ein Bericht über Chicago (1931, Kamera und Regie).[13]